# Hirtaphelinus smetanai
Hirtaphelinus smetanai är en stekelart som beskrevs av Hayat 1983. Hirtaphelinus smetanai ingår i släktet Hirtaphelinus och familjen växtlussteklar.
Artens utbredningsområde är Nepal. Inga underarter finns listade i Catalogue of Life.